# 聖誕老爸的來信
《聖誕老爸的來信》（英語：The Father Christmas Letters）是英國作家J·R·R·托爾金創作的繪本及兒童文學作品，內容來自於托爾金從1920至1942年間用聖誕老人口吻寫給子女的信件。該書的首版出版於1976年9月2日，由克里斯托夫·托爾金的第二任妻子貝莉·托爾金編輯整理。

## 故事
《聖誕老爸的來信》中，聖誕老人用第一人稱向托爾金的孩子描述他在北極所遇上的各種趣事，包括北極熊助手調皮搗蛋的行徑，最嚇人的煙火表演「北極光」，以及與地底洞穴哥布林之間的戰鬥等等。
在1939年的信件中，聖誕老人提到了第二次世界大戰。也因此後來故事中與哥布林戰鬥的情節常被解釋作對德國的隱喻。

## 創作
J·R·R·托爾金從1920年聖誕節起就開始為孩子們撰寫聖誕老人的書信，當時候其長子約翰只有三歲而已，如此持續二十多年未有間斷。托爾金還親手繪製書信中的插圖、信封上的「北極郵票」及北极邮戳。
隨著子女們日漸長大，書信的收信人也越來越少，到1938年，收信人只剩下時年九歲的小女兒普瑞西拉。1943年，托爾金最後一次以聖誕老人名義給普瑞西拉寫信，信上署名「熱愛你的老友，聖誕老人」:103。
比利時語言學家達德尼認為：「這些可愛的信是《哈比人歷險記》的來源」:133。

## 出版
《聖誕老爸的來信》於1976年9月2日先由喬治·艾倫與昂溫出版社出版，同年10月19日再由美國的霍頓·米夫林出版社出版。
在1999年推出的再版中，增加了一些初版時並沒有的信件和插圖，且重新命名了聖誕老人來信的名稱。

## 翻譯
2015年1月，上海人民出版社出版了《聖誕老爸的來信》的中文譯本，內容由演員黃磊的女兒黃多多及其闺蜜「仔仔」一同翻譯，黃磊則與賴聲川分別擔任其中、英文指導。